# Pulsoréacteur
 (juillet 2017).
Si vous disposez d'ouvrages ou d'articles de référence ou si vous connaissez des sites web de qualité traitant du thème abordé ici, merci de compléter l'article en donnant les références utiles à sa vérifiabilité et en les liant à la section « Notes et références ».
Pour des articles plus généraux, voir Propulsion des aéronefs et Moteur à réaction.
Le pulsoréacteur est un moteur à réaction cyclique qui voit ses origines en 1867 avec un premier brevet déposé par Charles de Louvrié. Grâce aux avancées technologiques, des travaux concrets seront enfin menés en Allemagne et en France à partir des années 1930[réf. nécessaire], avec un premier usage pour la bombe volante allemande V1 durant la Seconde Guerre mondiale.

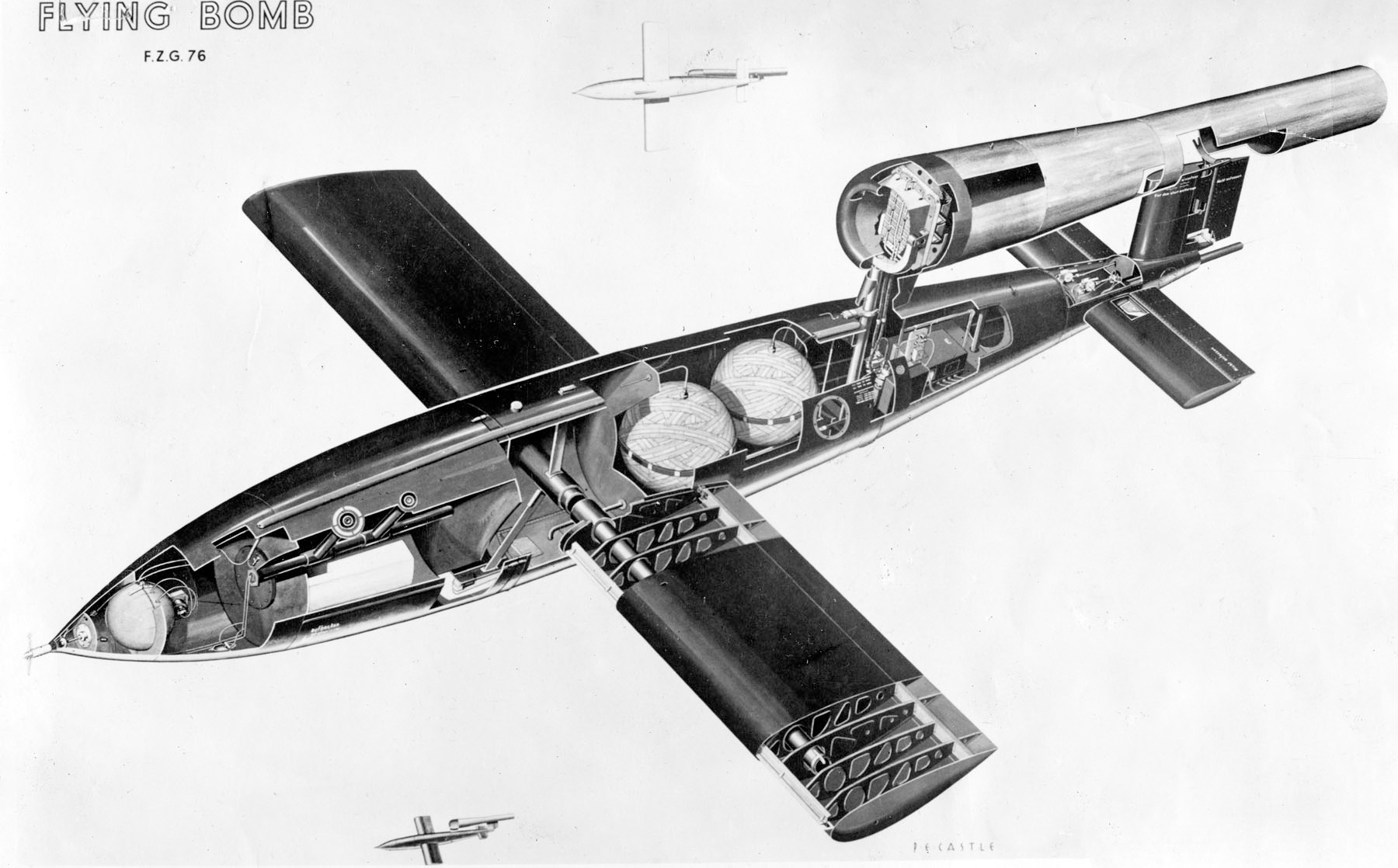
Le V1 la bombe volante équipée d'un pulsoréacteur

## Constitution
Le modèle équipant le V1 était composé d'un long cylindre comprenant un ensemble de clapets à l'avant permettant de fermer complètement l'entrée d'air, d'une chambre de combustion équipée d'injecteurs de carburant et de bougies et enfin d'une tuyère d'éjection des gaz.
D'autres modèles, comme l'Escopette mis au point en France par la Snecma ou le Hiller-Lockwood, n'ont pas de clapets, mais un tube d'admission souvent dirigé vers l'arrière, parce qu'en pratique il fonctionne aussi comme une tuyère sur la moitié du cycle et que donc, dirigé vers l'avant, il freinerait l'engin. Ce tube d'admission est plus court que la tuyère. Lorsque les gaz s'échappent à grande vitesse, cela provoque une dépression dans la chambre et donc une aspiration. Celle-ci est faible du côté de la tuyère, longue, à cause des gaz encore en train de sortir, alors que du côté du tube d'admission, la bouffée de gaz chauds s'est éloignée de l'embouchure et l'air frais peut s'introduire par les côtés.

## Fonctionnement

Schéma animé du fonctionnement d'un pulsoréacteur
A) admission d'air & injection de carburant
B) clapets
C) chambre de combustion
D) tuyère
E) éjection des gaz

Le cycle de fonctionnement (décrit dans le référentiel de l'engin) est le suivant :
Admission
Le vent relatif fait entrer l'air dans la chambre de combustion à travers les clapets ouverts.
En amont de la chambre, du carburant est pulvérisé dans le flux d'air.
Combustion et détente
Lorsque la chambre de combustion est froide, les bougies provoquent la combustion du mélange avant qu'il ne sorte de la chambre.
Lorsque la chambre de combustion est chaude, les bougies ne sont plus nécessaires : les gaz chauds du cycle précédent suffisent à allumer le mélange frais et le cycle de combustion s'auto-entretient.
La pression engendrée étant supérieure à la pression exercée par l'air extérieur sur les clapets, ceux-ci se ferment. Les clapets ne sont pas strictement nécessaires car le simple fait que la pression intérieure est plus forte suffit à empêcher l'air d'entrer à l'avant, phénomène exploité dans un pulsoréacteur sans clapet.
Les gaz de combustion s'échappent par la tuyère, avec une vitesse accrue (par rapport à leur vitesse à l'entrée) par leur détente, ce qui engendre la poussée.
Quand la pression dans la chambre de combustion retombe en dessous de la pression exercée par l'air à l'entrée, l'air peut de nouveau entrer pour commencer un nouveau cycle. Si les clapets existent, ils s'ouvrent. 
Un cycle a une durée d'autant plus courte que la vitesse est élevée, souvent inférieure au dixième de seconde. L'Argus As 014 qui motorisait les V1 avait environ 45 cycles par seconde, et produisait un son de fréquence 45 Hz, dans la plage audible. Il était même très bruyant, et les Britanniques surnommèrent les V1  "buzz bomb" ou "cockchafer" (hanneton).

## Avantages
- Il peut, contrairement au statoréacteur, fonctionner à faible vitesse ;
- Il a l'avantage d'être de construction relativement simple et peu coûteuse.

## Inconvénients
- Il est très bruyant ;
- Son rendement est médiocre ;
- Il fonctionne uniquement en tout ou rien (pas de réglage de la poussée).

## Utilisation
De nos jours, on trouve encore des pulsoréacteurs sur des petits avions radiocommandés de loisir (voir modélisme), car ils sont économiques et simples à fabriquer.
En 2024, la startup étatsunienne Wave Engine a effectué un vol de démonstration d'un drone Scitor-D équipé d'un prototype de leur pulsoréacteur J-1 (220 N de poussée), ce qui laisse entrevoir une possibilité de motorisation de drones lowcost.